# Persönlichkeiten der Insel Kefalonia
Diese Liste enthält Personen, die entweder auf Kefalonia geboren sind oder vor Ort gewirkt haben.

## Personen die auf Kefalonia geboren sind

### Bis zum 15. Jahrhundert
- Melampus, Olympiasieger der Antike
- Gaius Antonius Hybrida, Politiker. Er wurde nach Kefalonia verbannt, später von Caesar zurückgeholt nach Rom
- Epiphanes (* im späten 1. oder frühen 2. Jahrhundert), Gnostiker
- Carlo I. Tocco, Pfalzgraf im 14. Jahrhundert

### 16./17. Jahrhundert
- Juan de Fuca (1536–1602), Seefahrer für Spanien, Entdecker der Juan-de-Fuca-Straße
- Emmanuel Lombardos, Ikonenmaler (aus Kreta emigriert)
- Emmanuel Tzanes (1610–1690), Ikonenmaler (aus Kreta emigriert)
- Constantine Phaulkon (1647–1688), Kanzler des Königreichs von Ayutthaya in Thailand
- Elias (Èlie) Meniates (1669–1714), Universalgelehrter und Hochschullehrer in Venedig
- Nikodemus Metaxas, Verleger
- Sophronius Lichud (1652–1730) und Joanniki Lichud (1633–1717), Philosophen, orthodoxe Theologen und Begründer der Moskauer Geistlichen Akademie

### 18. Jahrhundert
- Vikentios Damodos (1700–1752), Philosoph der Aufklärung
- Nikolaos Doxaras (1710–1775), Maler
- Pjotr Melissino (1726–ca. 1797), russischer General griechischer Abstammung
- Marinos Charvouris (1729–1782), Ingenieur
- Spiridion Graf von Lusi (1741–1815), Diplomat im Dienst Friedrichs des Großen
- Giovanni Francesco Zulatti (1762–1805), Mediziner und Komponist
- Andreas Metaxas (1790–1860), griechischer Ministerpräsident

### 19. Jahrhundert
- Andreas Laskaratos (1811–1901), satirischer Dichter und Schriftsteller
- Nikolaos Xydias Typaldos (1826–1909), Maler
- Marinos Korgialenios (1830–1910), Unternehmer und Mäzen
- Georgios Avlichos (1842–1909), Maler
- Mikelis Avlichos  (1844–1917), Schriftsteller und Anarchist
- Georgios Bonanos (1863–1940), Bildhauer des Historismus
- Marinos Geroulanos (1867–1960), Chirurg. Professor in Greifswald und Kiel
- Marinos Antypas (1872–1907), Journalist
- George Molfetas, sytirischer Dichter

### 20. Jahrhundert
- Ioannis Metaxas (1871–1941), Politiker
- Spyridon Vikatos (1878–1960), Maler
- Hamilcar S. Alivizatos (1887–1969), Kirchenhistoriker
- Christian Zervos (1889–1970), Kunstsammler und Verleger
- Spyridon Marinatos (1901–1974), bedeutender Archäologe des 20. Jahrhunderts
- Antiochos Evangelatos (1903–1981), Dirigent und Komponist
- Dionysios Zakythinos (1905–1993), Historiker und Philosoph
- Renée Kahane (1907–2002), Romanistin
- Nikolaos Platon (1909–1992), Archäologe Ausgräber des minoischen Palastes auf Kreta
- Nikos Kavvadias (1910–1975), Schriftsteller
- Georges Haldas (1917–2010), Schweizer Schriftsteller
- Spyros Linardatos (1923–2004), Journalist
- Nikos Valsamakis (* 1924), Architekt der Moderne
- Antonis Tritsis (1937–1992), Athener Bürgermeister
- Andy G.Michalitsianos (1947–1997), Astronom der NASA
- Gerasimos Danilatos, Erfinder des ESEM (einer Variante des Rasterelektronenmikroskops)

### 21. Jahrhundert
- Keti Garbi (* 1963), Pop-Sängerin
- Vasilis Kekatos (* 1991), Regisseur und Drehbuchautor
- Maria Markesini, Pianistin und Jazzsängerin
- Labis Livieratos, Pop-Sänger
- John Varvatos, Modedesigner

## Personen die aus Kefalonia stammten
- Panait Istrati (1884–1935), rumänischer Schriftsteller.
- Doris Metaxa (1911–2007), französische Tennisspielerin.
- Georg von Metaxa, (1914–1944), österreichischer Tennisspieler.
- Andreas Voutsinas, (1932–2010), griechischer Schauspieler.
- Die fiktive Gestalt, der Bösewicht Ari Kristatos in dem Film James Bond 007 – In tödlicher Mission
- Jim Karsatos,  (1963 – 2025), Amerikanischer Footballspieler
- Eric Vassilatos (* 1970), Co-Gründer der Buchungsplattform Vivid Seats.
- Dimitri Petratos, (* 1992), australischer Fussballspieler
- Ellie Dimatos, (* 2007), amerikanische Eishockeyspielerin, gewann 2024 die Eishockey-Weltmeisterschaft der U18-Frauen

## Personen, die auf Kefalonia wirkten
- Robert Guiscard Normannenkönig, starb bei Atheras.
- Franz von Assisi baute das später unter dem Namen Sissia bekannte Kloster.
- Tocco (Adelsgeschlecht)
- Charles James Napier, Inselgoverneur
- Charles de Bosset, Inselgouverneur von 1810 bis 1813
- Ludwig Salvator von Österreich-Toskana erkundete wissenschaftlich die Insel
- Lord Byron schrieb auf Kefalonia seinen Don Juan.
- Antónios Varthalítis (1924–2007), römisch-katholischer Erzbischof
- Richard Wright von Pink Floyd, lebte von 1984 bis 1994 auf Kefalonia